# Riksdagen 1689
Riksdagen 1689 ägde rum i Stockholm.
Ständerna sammanträdde den 4 februari 1689. Lantmarskalk var Nils Gyldenstolpe. Prästeståndets talman var ärkebiskop Olof Svebilius. Borgarståndets talman var Daniel Caméen och bondeståndets talman Gudmund Jonsson i Bjärke.
Riksdagen avslutades den 9 mars 1689.